# Angelica Bottero
Pour les articles homonymes, voir Bottero.
Angelica Bottero est une femme peintre italien baroque de style maniériste spécialisée dans la peinture de thèmes religieux, de retables et de natures mortes, active au XVIIe siècle.

## Biographie
Elle fut élève, avec sa sœur Laura, de Orsola Maddalena Caccia.
Entrée au couvent des Ursulines,elle prit le nom de Sœur Angela Guglielma.

## Sources
- x